# Liste der Monuments historiques in Longeault-Pluvault
Die Liste der Monuments historiques in Longeault-Pluvault führt die Monuments historiques in der französischen Gemeinde Longeault-Pluvault auf.

## Liste der Objekte
| Bezeichnung                             | Beschreibung                                             | Standort                                                  | Kennzeichnung | Schutzstatus | Datum | Bild |
| --------------------------------------- | -------------------------------------------------------- | --------------------------------------------------------- | ------------- | ------------ | ----- | ---- |
| Skulptur Madonna mit Kind (1)           | Marmor, 14. Jahrhundert                                  | Pluvault, in der Kirche Notre-Dame-de-l’Assomption (Lage) | PM21001728    | Classé       | 1907  |      |
| Skulptur Madonna mit Kind (2)           | Kalkstein, 15. Jahrhundert                               | Pluvault, in der Kirche Notre-Dame-de-l’Assomption (Lage) | PM21001729    | Classé       | 1923  |      |
| Gemälde Mariä Himmelfahrt               | Ölfarbe auf Leinwand, zweite Hälfte des 18. Jahrhunderts | Pluvault, in der Kirche Notre-Dame-de-l’Assomption (Lage) | PM21001733    | Classé       | 1972  |      |
| Grabstein für Jean-François de Chanlecy | Marmor, bezeichnet 1711                                  | Pluvault, in der Kirche Notre-Dame-de-l’Assomption (Lage) | PM21001730    | Classé       | 1964  |      |
| Grabstein für Louis-Joseph de Chanlecy  | Marmor, bezeichnet 1743                                  | Pluvault, in der Kirche Notre-Dame-de-l’Assomption (Lage) | PM21001731    | Classé       | 1964  |      |
| Grabstein für Renée de Serant           | Marmor, bezeichnet 1745                                  | Pluvault, in der Kirche Notre-Dame-de-l’Assomption (Lage) | PM21001732    | Classé       | 1964  |      |